# 첼시 FC 위민
첼시 FC 위민(영어: Chelsea Football Club Women 첼시 풋볼 클럽 위민[*])는 잉글랜드 풀럼에 연고를 두고 있는 첼시 FC 산하 여자 축구 클럽이다. 현재는 FA 여자 슈퍼리그에 참가하고 있다. 이 팀은 1992년에 첼시 레이디스 FC(Chelsea Ladies Football Club)라는 이름으로 창단되었으며, 2018년 5월 23일에 지금과 같은 이름으로 바뀌었다.

## 선수

### 현재 선수 명단
2024년 8월 5일 기준

참고: FIFA 자격 규정에 따라 소속된 국가대표팀 국기를 표시합니다. 선수는 복수의 FIFA 비회원국 국적을 가지고 있을 수 있습니다.
| 번호 | 포지션 | 국적       | 이름                 |
| ---- | ------ | ---------- | -------------------- |
| 24   | GK     | 잉글랜드   | 해나 햄프턴          |
| 33   | FW     | 잉글랜드   | 애기 비버 존스       |
| 30   | MF     | 잉글랜드   | 키이라 월시          |
| 4    | DF     | 잉글랜드   | 밀리 브라이트 (주장) |
| 17   | FW     |            | 샌디 볼티모어        |
| 6    | MF     |            | Sjoeke Nüsken        |
| 7    | FW     | 콜롬비아   | Mayra Ramirez        |
| 8    | MF     | 스코틀랜드 | 에린 커스버트        |
| 9    | FW     |            | Catarina Macario     |
| 10   | FW     | 잉글랜드   | 로렌 제임스          |

| 번호 | 포지션 | 국적     | 이름            |
| ---- | ------ | -------- | --------------- |
| 11   | MF     |          | 구로 레이텐     |
| 12   | DF     |          | 애슐리 로런스   |
| 16   | DF     |          | 나오미 기르마   |
| 14   | DF     |          | 나탈리 비요른   |
| 19   | MF     |          | 요한나 카네리드 |
| 20   | FW     |          | 샘 커           |
| 21   | DF     | 잉글랜드 | 니암 찰스       |
| 22   | MF     | 잉글랜드 | 루시 브론즈     |

### 임대 선수 명단
참고: FIFA 자격 규정에 따라 소속된 국가대표팀 국기를 표시합니다. 선수는 복수의 FIFA 비회원국 국적을 가지고 있을 수 있습니다.
| 번호 | 포지션 | 국적 | 이름                                 |
| ---- | ------ | ---- | ------------------------------------ |
| —    | CB     |      | 아니크 나우언 (Crystal Palace Women) |

## 역대 감독
| 감독              | 임기      |
| ----------------- | --------- |
| 케이시 스토니     | 2009      |
| 엠마 헤이스       | 2012~2024 |
| 소니아 봉파스토르 | 2024~     |

## 성적

### 국내

#### 리그
- FA 여자 슈퍼리그
  - 우승 (8): 2015, 2017-18, 2019-20, 2020-21, 2021-22, 2022-23, 2023-24, 2024-25
- FA 여자 슈퍼리그 스프링 시리즈:
  - 우승 (1): 2017
- FA 여자 내셔널리그 사우스
  - 우승 (1): 2004-05

#### 컵 대회
- FA 여자컵
  - 우승 (4): 2014-15, 2017-18, 2020-21, 2021-22
- FA 여자 리그컵
  - 우승 (2): 2019-20, 2020-21
- FA 여자 커뮤니티 실드:
  - 우승 (1): 2020
- 서레이 카운티 컵
  - 우승 (9): 2003, 2004, 2006, 2007, 2008, 2009, 2010, 2012, 2013

### 유럽
- UEFA 여자 챔피언스리그
  - 준우승 (1): 2020-21

## 같이 보기
- 첼시 FC